# سیرا نوادا (اسپانیا)
سیرا نوادا (انگلیسی: Sierra Nevada) نام رشته‌کوهی در منطقه اندلس واقع در استان گرانادا و بخشی از استان‌های مالاگا و آلمریای اسپانیا است. بلندترین نقطه بخش قاره‌ای اسپانیا و اروپا (خارج از رشته‌کوه قفقاز و آلپ) به نام مولهاسن با ارتفاع ۳٬۴۷۸ متر بالاتر از سطح دریا در این رشته‌کوه قرار دارد.
سیرا نوادا در زبان اسپانیایی به معنای «رشته‌کوه برفی» است و یکی از مقاصد گردشگری به شمار می‌رود که قله‌های مرتفع آن امکان ورزش اسکی در یکی از جنوبی‌ترین پیست‌های اسکی اروپا در منطقه‌ای در امتداد دریای مدیترانه که عمدتاً با دمای بالای هوا و تابش فراوان آفتاب شناخته می‌شود را امکان‌پذیر ساخته است.
بخش‌هایی از این رشته‌کوه در محدوده پارک ملی سیرا نوادا قرار دارد و به عنوان ذخیره‌گاه زیست‌کره نیز معرفی شده است. رصدخانه سیرا نوادا و رادیوتلسکوپ IRAM در دامنه‌های شمالی این رشته‌کوه در ارتفاع ۲۸۰۰ متری قرار دارد.

## نگارخانه

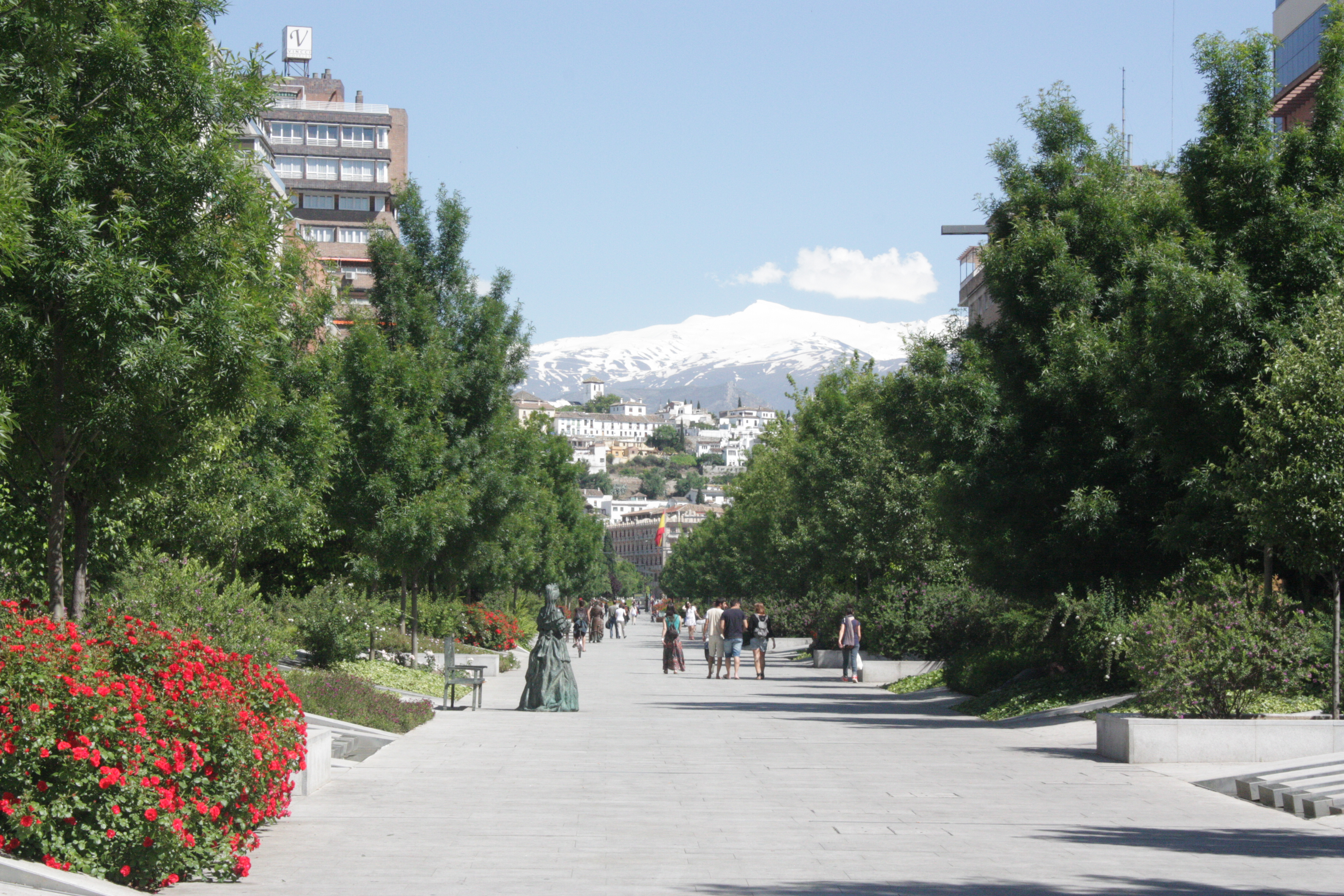
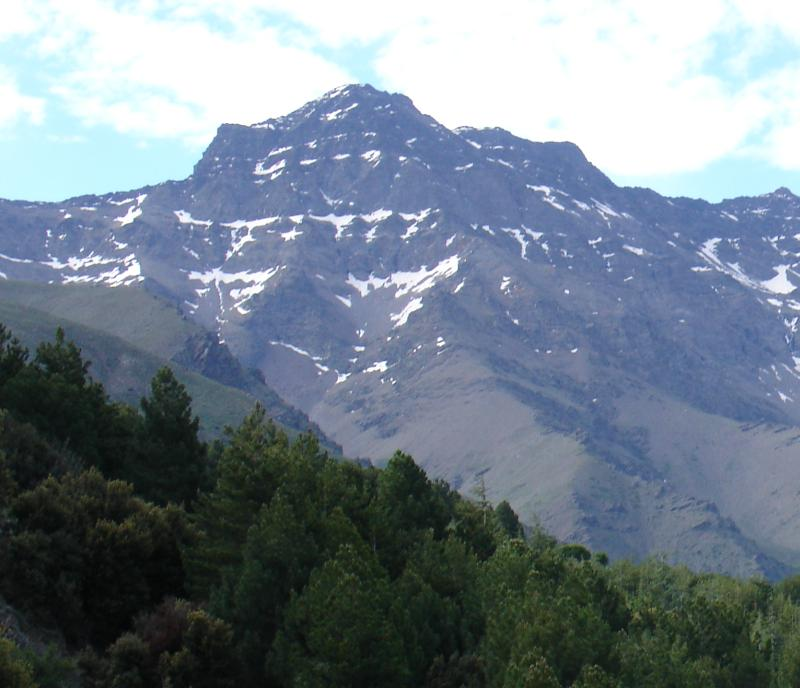
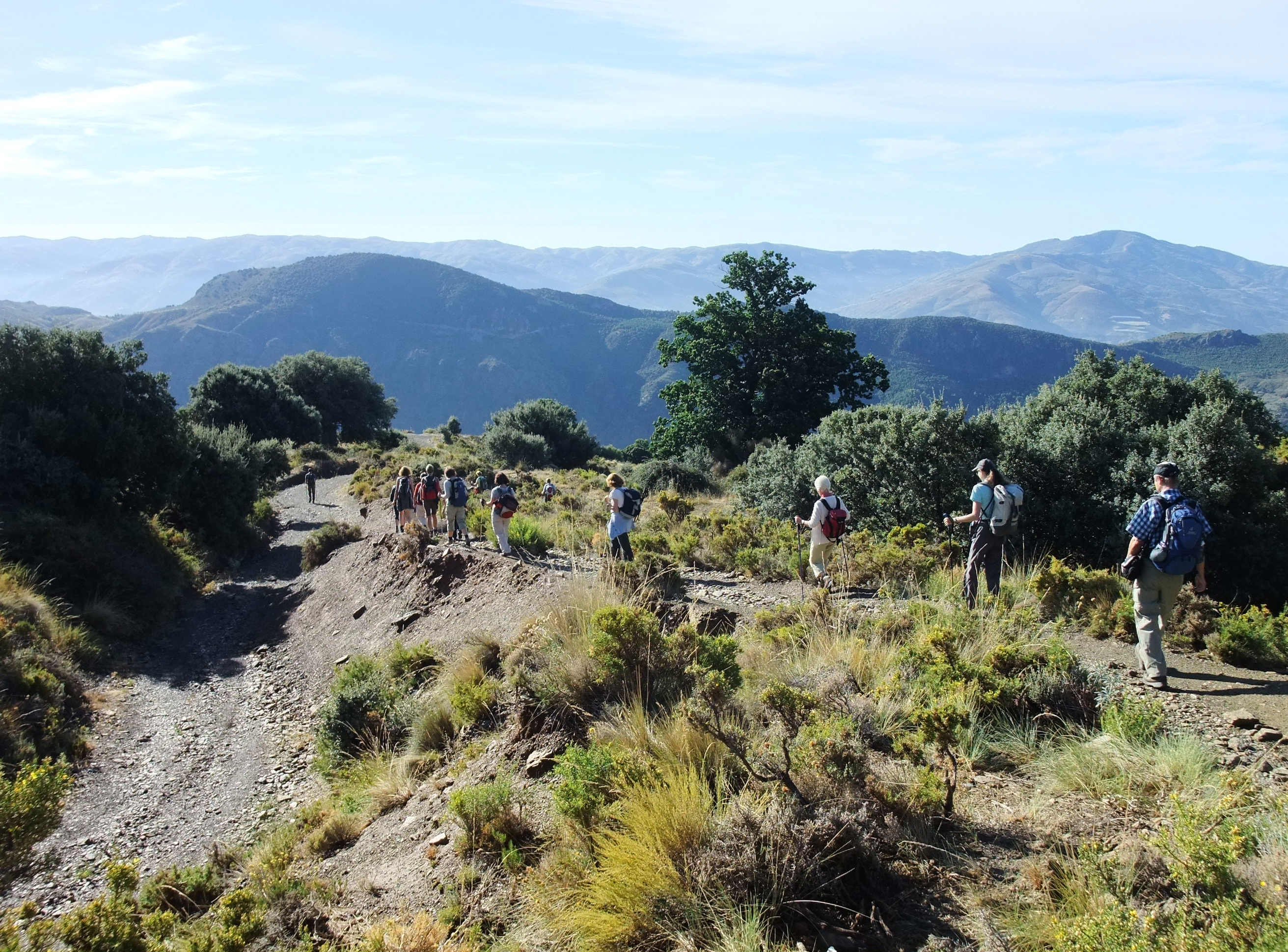
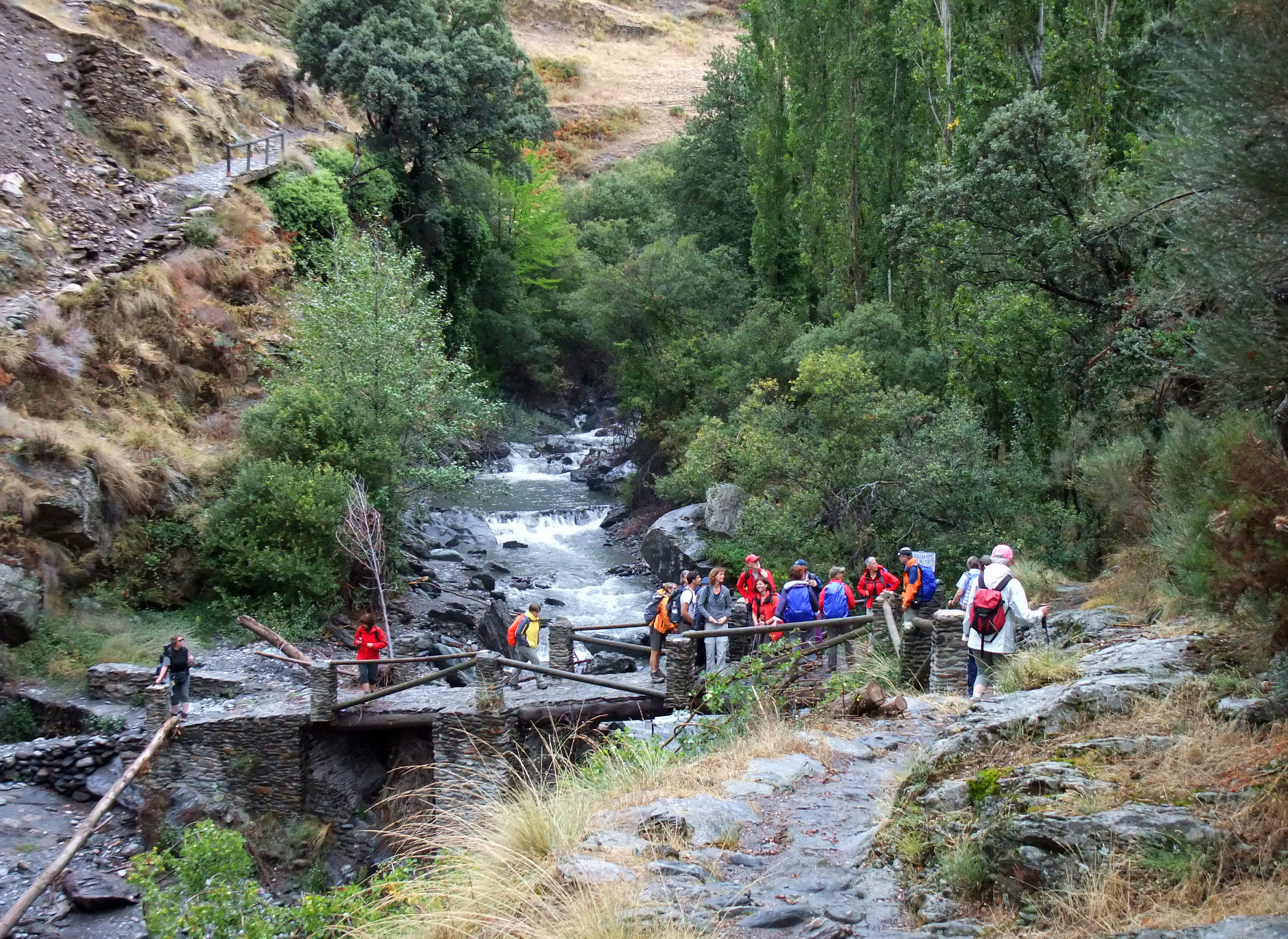
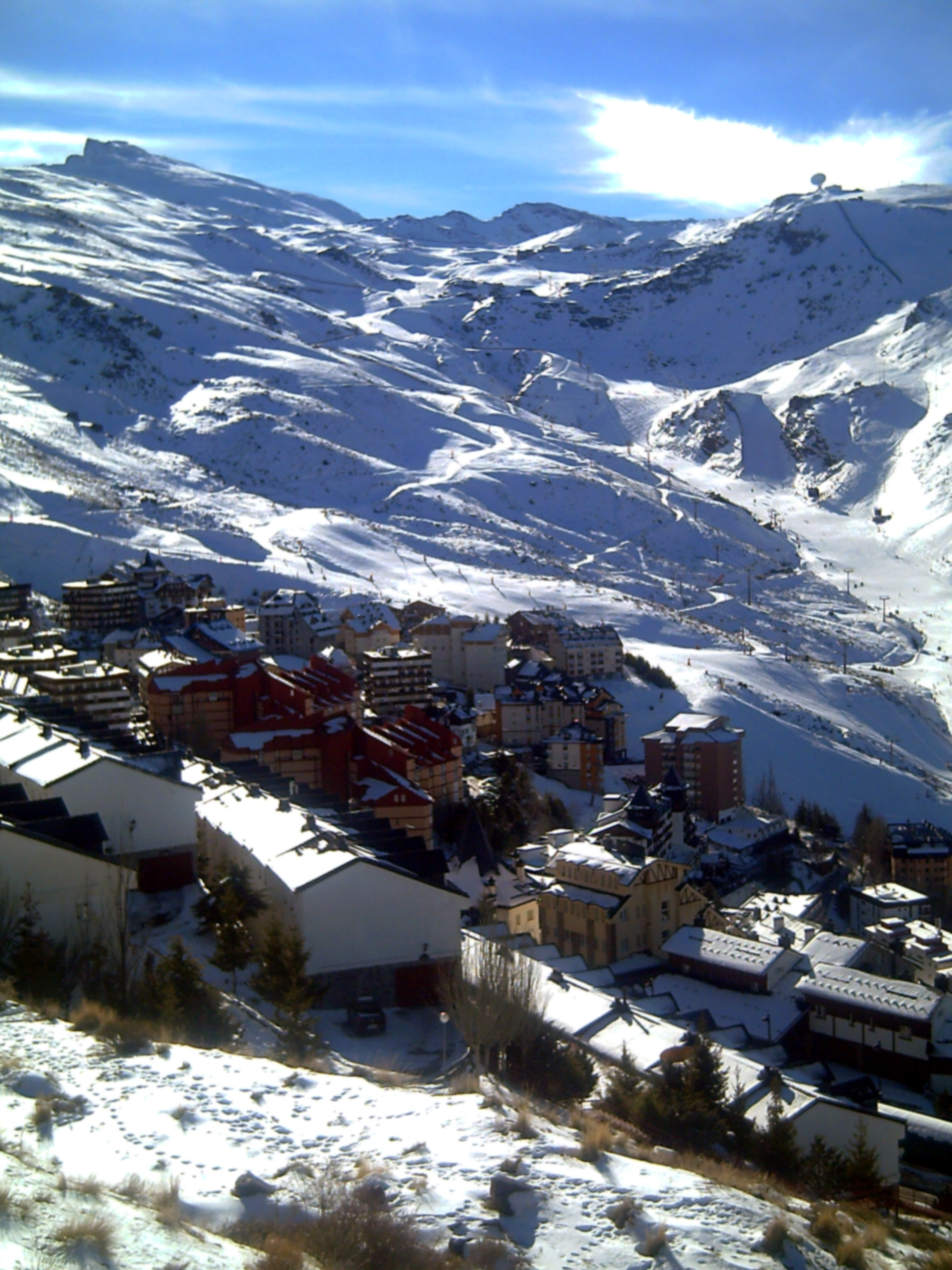